# Vauxhall Motors FC
Vauxhall Motors Football Club är en fotbollsklubb från Ellesmere Port, Cheshire, England. Den bildades 1963 och hemmamatcherna spelas på Rivacre Park, Rivacre Road i Ellesmere Port. Klubbens smeknamn är The Motormen.
1999 bytte man namn från Vauxhall GM till nuvarande namn.
2004 genomdrev The Football Association en omfattande omstrukturering av National League System (NLS) och skapade två nya regionala divisioner i Football Conference. Detta gjorde att Vauxhall flyttades upp i Conference North fast man bara kom på nionde plats i Northern Premier League Premier Division.

## Meriter
- North West Counties Football League Division One: 1999-2000
- North West Counties Football League Division Two: 1988-89, 1994-95
- West Cheshire Amateur Football League Division One: 1984-85, 1994-95 (reserv laget), 2002-2003 (reserv laget)
- North West Counties Football League Challenge Cup:1990-91, 1998-99
- Wirral Senior Cup: 1982-83, 1994-95, 1999-2000 (reservlaget)